# Samuel
Samuel je mužské rodné jméno hebrejského původu (hebrejsky: שְׁמוּאֵל, Šemu'el, vyslyšel Bůh či jméno Boží). Jméno je stále mezi Židy velmi oblíbeno, avšak používá se i v jiných kulturách.
Podle českého kalendáře má svátek 1. září dle občanského kalendáře a podle církevního kalendáře slaví svůj svátek 20. srpna.

## Statistické údaje
Následující tabulka uvádí četnost jména v ČR a pořadí mezi mužskými jmény ve srovnání dvou roků, pro které jsou dostupné údaje MV ČR – lze z ní tedy vysledovat trend v užívání tohoto jména:
| Rok       | Četnost    | Pořadí    |
| 1999      | 532        | 207.      |
| 2002      | 711        | 180.      |
| Porovnání | o 179 více | o 27 lépe |
| 2006      | 2071       | 130.      |

Změna procentního zastoupení tohoto jména mezi žijícími muži v ČR (tj. procentní změna se započítáním celkového úbytku mužů v ČR za sledované tři roky 1999–2002) je +34,6 %, což svědčí o strmém nárůstu obliby tohoto jména.

## Známí nositelé jména
- Samuel I. – bulharský car
- Prorok Samuel – biblická postava
- Samuel Aba – uherský král
- Samuel Beckett – irský dramatik
- Samuel Colt – americký vynálezce a průmyslník
- Samuel Leroy Jackson – americký herec
- Samuel Johnson – anglický básník
- Samuel Morse – americký vynálezce

### Fiktivní nositelé jména
- Samuel Elánius – postava policisty z fantasy série Úžasná zeměplocha
- Samuel Gordon – hlavní postava z české adventury Posel Smrti
- Sam Winchester – hlavní postava ze seriálu Lovci duchů